# Annalisa Crannell
Pour les articles homonymes, voir Crannell.
Annalisa Crannell est une mathématicienne et universitaire américaine, spécialiste en mathématiques des vagues d'eau, en théorie du chaos et en perspective géométrique (en). Elle est professeure de mathématiques au Franklin & Marshall College (en) depuis 1992.

## Biographie
Crannell est la fille du physicien nucléaire Hall L. Crannell, de l'université catholique d'Amérique et de la physicienne solaire Carol Jo Crannell (en) du Goddard Space Flight Center de la National Aeronautics and Space Administration (NASA). En tant qu'élève du secondaire, sa matière préférée était l'espagnol et elle était indifférente aux mathématiques.  
Elle s'inscrit à Bryn Mawr College dans l'intention de poursuivre ses études de langue, mais est incitée durant sa première année d'études à choisir les mathématiques comme discipline majeure par le professeur Mario Martelli, et à suivre un cours supérieur en équations aux dérivées partielles. Elle est diplômée en 1986,  magna cum laude, et réalise un doctorat en 1992 à l'université Brown, avec une thèse intitulée Existence of Many Periodic Non-travelling Solutions to the Boussinesq Equation, dirigée par Walter Craig (en),.

## Activités professionnelles et institutionnelles
Annalisa Crannell a rejoint le Franklin & Marshall College (en) en 1992,. Elle est la première « Don », c'est-à-dire la conseillère universitaire du Bonchek College House (anciennement South Ben College House), de 2005 à 2010.  
Elle est gouverneure de la section East Pennsylvania Delaware de la Mathematical Association of America (2014-2016) et membre du comité exécutif de l'Association for Women in Mathematics de 2012 à 2015. Elle est présidente du Comité de nomination de l'American Mathematical Society (2003-2005).  
Elle est rédactrice en chef adjointe du Mathematics Magazine, publié par la Mathematical Association of America (MAA).  
Ses recherches récentes ont inclus des études de perspective dans l'art, comme dans les gravures d'Albrecht Dürer. L'une de ses techniques pour comprendre la perspective des œuvres d'art consiste à apporter des baguettes dans les galeries d'art, qu'elle utilise comme un outil pratique pour trouver des points de fuite et, à partir de ces points, déterminer les meilleurs points à se tenir lors de la visualisation de l'art. Elle participe à son premier triathlon Ironman le 24 août 2014.

## Publications
La thèse de Crannell, The Existence of Many Non-Traveling, Periodic Solutions of the Boussinesq Equation, concernait l'approximation de Boussinesq pour les vagues d'eau.  
- Starting Our Careers: A Collection of Essays and Advice on Professional Development from the Young Mathematicians 'Network (édité avec Curtis D. Bennett, American Mathematical Society, 1999)
- Writing Projects for Mathematics Courses: Crushed Clowns, Cars, and Coffee to Go (avec Gavin LaRose, Thomas Ratliff et Elyn Rykken, MAA, 2004)[11]
- Viewpoints: Mathematical Perspective and Fractal Geometry in Art (en) (avec Marc Frantz, Princeton University Press, 2011)[12]

## Distinctions
- 2008 : prix Deborah and Franklin Tepper Haimo de la Mathematical Association of America. Ce prix reconnaît des professeurs de mathématiques exceptionnels« dont l'efficacité pédagogique s'est révélée avoir eu une influence au-delà de leurs propres institutions »[13].
- 2016 : prix Lindback (en) de la Fondation Christian R. et Mary F. Lindback pour la qualité de son enseignement[8].